# VBA mùa giải 2017 (kết quả chi tiết)
Dưới đây là kết quả các trận đấu tại VBA mùa giải 2017

## Tuần 1
| 10 tháng 9 17:00 UTC+7 | Trận: 1 | Thang Long Warriors                      | 96–65 | Danang Dragons |  | Nhà thi đấu Đại học Sư phạm, Hà Nội |
| 10 tháng 9 17:00 UTC+7 | Trận: 1 | Điểm mỗi set: 26-13, 21-21, 20–14, 29–17 |       |                |  | Nhà thi đấu Đại học Sư phạm, Hà Nội |

| 10 tháng 9 17:00 UTC+7 | Trận: 4 | Saigon Heat                                                                           | 86–78 | Thang Long Warriors                                                              |  | Nhà thi đấu Bách Khoa, Hà Nội |
| 10 tháng 9 17:00 UTC+7 | Trận: 4 | Điểm mỗi set: 8–18, 20–22, 10–22, 33–17                                               |       |                                                                                  |  | Nhà thi đấu Bách Khoa, Hà Nội |
| 10 tháng 9 17:00 UTC+7 | Trận: 4 | Điểm: Lê Ngọc Tú 24 Chụp bóng bật bảng: Jordan Collins 13 Hỗ trợ: Nguyễn Quang Vinh 4 |       | Điểm: Tâm Định 26 Chụp bóng bật bảng: DeAngelo Hamilton 15 Hỗ trợ: Dư Minh Anh 3 |  | Nhà thi đấu Bách Khoa, Hà Nội |

| 10 tháng 9 17:00 UTC+7 | Trận: 5 | Hanoi Buffaloes                                                                             | 71–79 | Cantho Catfish                                                                   |  | Nhà thi đấu Bách Khoa, Hà Nội |
| 10 tháng 9 17:00 UTC+7 | Trận: 5 | Điểm mỗi set: 8–18, 20–22, 10–22, 33–17                                                     |       |                                                                                  |  | Nhà thi đấu Bách Khoa, Hà Nội |
| 10 tháng 9 17:00 UTC+7 | Trận: 5 | Điểm: Nguyễn Thành Đạt 23 Chụp bóng bật bảng: Jordan Collins 13 Hỗ trợ: Nguyễn Quang Vinh 4 |       | Điểm: Tâm Định 26 Chụp bóng bật bảng: DeAngelo Hamilton 15 Hỗ trợ: Dư Minh Anh 3 |  | Nhà thi đấu Bách Khoa, Hà Nội |

## Tuần 2
| 12 tháng 9 19:00 UTC+7 | Trận: 6 | Hochiminh City Wings                                                                     | 71–79 | Thang Long Warriors                                                                  |  | Nhà thi đấu Hồ Xuân Hương, Thành phố Hồ Chí Minh |
| 12 tháng 9 19:00 UTC+7 | Trận: 6 | Điểm mỗi set: 12–19, 9–20, 30–24, 20–18                                                  |       |                                                                                      |  | Nhà thi đấu Hồ Xuân Hương, Thành phố Hồ Chí Minh |
| 12 tháng 9 19:00 UTC+7 | Trận: 6 | Điểm: Bilal Richardson 27 Chụp bóng bật bảng: Bilal Richardson 27 Hỗ trợ: Henry Nguyễn 5 |       | Điểm: Jaywuan Hill 25 Chụp bóng bật bảng: Nguyễn Văn Hùng 8 Hỗ trợ: T. Quang Trung 4 |  | Nhà thi đấu Hồ Xuân Hương, Thành phố Hồ Chí Minh |

| 14 tháng 9 19:00 UTC+7 | Trận: 7 | Cantho Catfish                                                                           | 76–68 | Danang Dragons                                                                                |  | Nhà thi đấu Cần Thơ, Thành phố Cần Thơ |
| 14 tháng 9 19:00 UTC+7 | Trận: 7 | Điểm mỗi set: 19–21, 20–18, 18–9, 19–20                                                  |       |                                                                                               |  | Nhà thi đấu Cần Thơ, Thành phố Cần Thơ |
| 14 tháng 9 19:00 UTC+7 | Trận: 7 | Điểm: Tâm Đinh 24 Chụp bóng bật bảng: De Angelo Hamilton 13 Hỗ trợ: De Angelo Hamilton 7 |       | Điểm: Joly Rudolphe 31 Chụp bóng bật bảng: Joly Rudolphe 15 Hỗ trợ: Horace Phuc Tam Nguyen 11 |  | Nhà thi đấu Cần Thơ, Thành phố Cần Thơ |

| 16 tháng 9 17:00 UTC+7 | Youtube Chi tiết Trận: 8 | Hanoi Buffaloes                                                                                 | 57–55 | Hochiminh City Wings                                                                       |  | Nhà thi đấu Bách Khoa, Hà Nội |
| 16 tháng 9 17:00 UTC+7 | Youtube Chi tiết Trận: 8 | Điểm mỗi set: 18-13, 13-7, 10–16, 16-19                                                         |       |                                                                                            |  | Nhà thi đấu Bách Khoa, Hà Nội |
| 16 tháng 9 17:00 UTC+7 | Youtube Chi tiết Trận: 8 | Điểm: Nguyễn Quang Vinh 15 Chụp bóng bật bảng: Nguyễn Quang Vinh 11 Hỗ trợ: Nguyễn Quang Vinh 5 |       | Điểm: Bilal Richardson 26 Chụp bóng bật bảng: Bilal Richardson 15 Hỗ trợ: Triệu Hán Minh 4 |  | Nhà thi đấu Bách Khoa, Hà Nội |

| 16 tháng 9 17:00 UTC+7 | Chi tiết Youtube Trận: 9 | Saigon Heat                                                                    | 72–59 | Cantho Catfish                                                                                    |  | Nhà thi đấu CIS, Thành phố Hồ Chí Minh |
| 16 tháng 9 17:00 UTC+7 | Chi tiết Youtube Trận: 9 | Điểm mỗi set: 22-15, 15-14, 19-15, 16-15                                       |       |                                                                                                   |  | Nhà thi đấu CIS, Thành phố Hồ Chí Minh |
| 16 tháng 9 17:00 UTC+7 | Chi tiết Youtube Trận: 9 | Điểm: Darius Lewis 39 Chụp bóng bật bảng: Darius Lewis 18 Hỗ trợ: Lê Ngọc Tú 7 |       | Điểm: De Angelo Hamilton 27 Chụp bóng bật bảng: De Angelo Hamilton 20 Hỗ trợ: Nguyễn Ngọc Thành 3 |  | Nhà thi đấu CIS, Thành phố Hồ Chí Minh |

| 17 tháng 9 17:00 UTC+7 | Trận: 10 | Danang Dragons                                                                      | 64–79 | Thang Long Warriors                                                               |  | Nhà thi đấu Quân khu 5, Đà Nẵng |
| 17 tháng 9 17:00 UTC+7 | Trận: 10 | Điểm mỗi set: 14-12, 24-21, 16-22, 10-24                                            |       |                                                                                   |  | Nhà thi đấu Quân khu 5, Đà Nẵng |
| 17 tháng 9 17:00 UTC+7 | Trận: 10 | Điểm: Joly Rudolphe 26 Chụp bóng bật bảng: Joly Rudolphe 13 Hỗ trợ: Joly Rudolphe 8 |       | Điểm: Tô Quang Trung 22 Chụp bóng bật bảng: Jaywuan Hill 8 Hỗ trợ: Jaywuan Hill 6 |  | Nhà thi đấu Quân khu 5, Đà Nẵng |

## Tuần 3
| 19 tháng 9 19:00 UTC+7 | Youtube Chi tiết Trận: 11 | Hochiminh City Wings                                                                       | 59–67 | Saigon Heat                                                                      |  | Nhà thi đấu Hồ Xuân Hương, Thành phố Hồ Chí Minh |
| 19 tháng 9 19:00 UTC+7 | Youtube Chi tiết Trận: 11 | Điểm mỗi set: 11-19, 14-15, 22-16, 12-17                                                   |       |                                                                                  |  | Nhà thi đấu Hồ Xuân Hương, Thành phố Hồ Chí Minh |
| 19 tháng 9 19:00 UTC+7 | Youtube Chi tiết Trận: 11 | Điểm: Bilal Richardson 24 Chụp bóng bật bảng: Bilal Richardson 17 Hỗ trợ: Nguyễn Kỳ Quan 3 |       | Điểm: Nguyễn Huỳnh Hải Chụp bóng bật bảng: Darius Lewis 20 Hỗ trợ: Việt Arnold 2 |  | Nhà thi đấu Hồ Xuân Hương, Thành phố Hồ Chí Minh |

| 21 tháng 9 19:00 UTC+7 | Chi tiết Trận: 12 | Hanoi Buffaloes                                                                          | 66–71 | Thang Long Warriors                                                         |  | Nhà thi đấu Bách Khoa, Hà Nội |
| 21 tháng 9 19:00 UTC+7 | Chi tiết Trận: 12 | Điểm mỗi set: 8-15, 21-11, 16-20, 21-25                                                  |       |                                                                             |  | Nhà thi đấu Bách Khoa, Hà Nội |
| 21 tháng 9 19:00 UTC+7 | Chi tiết Trận: 12 | Điểm: Jordan Collins 18 Chụp bóng bật bảng: Jordan Collins 8 Hỗ trợ: Nguyễn Quang Vinh 2 |       | Điểm: Jaywuan Hill 23 Chụp bóng bật bảng: Jaywuan Hill 12 Hỗ trợ: Ryan Lê 4 |  | Nhà thi đấu Bách Khoa, Hà Nội |

| 23 tháng 9 17:00 UTC+7 | Chi tiết Youtube Trận: 13 | Danang Dragons                                                                               | 74–93 | Cantho Catfish                                                                                            |  | Nhà thi đấu Quân Khu 5, Đà Nẵng |
| 23 tháng 9 17:00 UTC+7 | Chi tiết Youtube Trận: 13 | Điểm mỗi set: 17-25, 17-14, 13-27, 27-27                                                     |       | |  | Nhà thi đấu Quân Khu 5, Đà Nẵng |
| 23 tháng 9 17:00 UTC+7 | Chi tiết Youtube Trận: 13 | Điểm: Nguyễn Horace Phúc Tâm 30 Chụp bóng bật bảng: Joly Rudolphe 10 Hỗ trợ: Joly Rudolphe 4 |       | Điểm: Tâm Dinh (Dinh Thanh Tâm) 33 Chụp bóng bật bảng: De Angelo Hamilton 10 Hỗ trợ: De Angelo Hamilton 7 |  | Nhà thi đấu Quân Khu 5, Đà Nẵng |

| 21 tháng 9 19:00 UTC+7 | Chi tiết Youtube Trận: 14 | Thang Long Warriors      | 56–67 | Hochiminh City Wings |  | Nhà thi đấu Sư Phạm, Hà Nội |
| 21 tháng 9 19:00 UTC+7 | Chi tiết Youtube Trận: 14 | Điểm mỗi set: -, -, -, - |       |                      |  | Nhà thi đấu Sư Phạm, Hà Nội |

| 24 tháng 9 19:00 UTC+7 | Chi tiết Trận: 15 | Saigon Heat                              | 84–77 | Hanoi Buffaloes |  | Nhà thi đấu CIS, Thành phố Hồ Chí Minh |
| 24 tháng 9 19:00 UTC+7 | Chi tiết Trận: 15 | Điểm mỗi set: 22-19, 18-22, 24-16, 20-20 |       |                 |  | Nhà thi đấu CIS, Thành phố Hồ Chí Minh |

## Tuần 4
| 21 tháng 9 19:00 UTC+7 | Trận: 16 | Saigon Heat              | vs. | Hanoi Buffaloes |  | Nhà thi đấu CIS, Thành phố Hồ Chí Minh |
| 21 tháng 9 19:00 UTC+7 | Trận: 16 | Điểm mỗi set: -, -, -, - |     |                 |  | Nhà thi đấu CIS, Thành phố Hồ Chí Minh |

## Tuần 6
| 21 tháng 9 19:00 UTC+7 | Youtube Chi tiết Trận: 26 | Hanoi Buffaloes                                                                       | 66–60 | Danang Dragons                                                                                |  | Nhà thi đấu Bách Khoa, Hà Nội |
| 21 tháng 9 19:00 UTC+7 | Youtube Chi tiết Trận: 26 | Điểm mỗi set: 14-8, 16-13, 17-17, 19-22                                               |       |                                                                                               |  | Nhà thi đấu Bách Khoa, Hà Nội |
| 21 tháng 9 19:00 UTC+7 | Youtube Chi tiết Trận: 26 | Điểm: Jason Carter 15 Chụp bóng bật bảng: Jason Carter 10 Hỗ trợ: Nguyễn Quang Vinh 6 |       | Điểm: Nguyễn Horace Phúc Tâm 20 Chụp bóng bật bảng: Joly Rudolphe 16 Hỗ trợ: Trần Đăng Khoa 4 |  | Nhà thi đấu Bách Khoa, Hà Nội |

| 10 tháng 10 19:00 UTC+7 | Youtube Chi tiết Trận: 27 | Hochiminh City Wings                                                                 | 63–102* | Saigon Heat                                                                   |  | Nhà thi đấu Hồ Xuân Hương, Thành phố Hồ Chí Minh |
| 10 tháng 10 19:00 UTC+7 | Youtube Chi tiết Trận: 27 | Điểm mỗi set: 14-28, 14-31, 25-22, 10-21                                             |         |                                                                               |  | Nhà thi đấu Hồ Xuân Hương, Thành phố Hồ Chí Minh |
| 10 tháng 10 19:00 UTC+7 | Youtube Chi tiết Trận: 27 | Điểm: Henry Nguyễn 22 Chụp bóng bật bảng: Bilal Richardson 15 Hỗ trợ: Henry Nguyễn 5 |         | Điểm: Lê Ngọc Tú 19 Chụp bóng bật bảng: Darius Lewis 15 Hỗ trợ: Việt Arnold 8 |  | Nhà thi đấu Hồ Xuân Hương, Thành phố Hồ Chí Minh |

| 12 tháng 10 19:00 UTC+7 | Youtube Chi tiết Trận: 28 | Cantho Catfish           | 105*–99 | Danang Dragons |  | Nhà thi đấu CIS, Thành phố Hồ Chí Minh |
| 12 tháng 10 19:00 UTC+7 | Youtube Chi tiết Trận: 28 | Điểm mỗi set: -, -, -, - |         |                |  | Nhà thi đấu CIS, Thành phố Hồ Chí Minh |

| 21 tháng 9 19:00 UTC+7 | Youtube Trận: 29 | Hanoi Buffaloes          | vs. | Danang Dragons |  | Nhà thi đấu CIS, Thành phố Hồ Chí Minh |
| 21 tháng 9 19:00 UTC+7 | Youtube Trận: 29 | Điểm mỗi set: -, -, -, - |     |                |  | Nhà thi đấu CIS, Thành phố Hồ Chí Minh |

| 21 tháng 9 19:00 UTC+7 | Youtube Trận: 30 | Hanoi Buffaloes          | vs. | Danang Dragons |  | Nhà thi đấu CIS, Thành phố Hồ Chí Minh |
| 21 tháng 9 19:00 UTC+7 | Youtube Trận: 30 | Điểm mỗi set: -, -, -, - |     |                |  | Nhà thi đấu CIS, Thành phố Hồ Chí Minh |

## Tuần 7
| 21 tháng 9 19:00 UTC+7 | Youtube Chi tiết Trận: 30 | Hanoi Buffaloes          | vs. | Danang Dragons |  | Nhà thi đấu CIS, Thành phố Hồ Chí Minh |
| 21 tháng 9 19:00 UTC+7 | Youtube Chi tiết Trận: 30 | Điểm mỗi set: -, -, -, - |     |                |  | Nhà thi đấu CIS, Thành phố Hồ Chí Minh |

## Tuần 8
| 25 tháng 10 19:00 UTC+7 | Youtube chi tiết Trận: 36 | Hochiminh City Wings                                                                       | 85–67 | Cantho Catfish                                                               |  | Nhà thi đấu Hồ Xuân Hương, Thành phố Hồ Chí Minh |
| 25 tháng 10 19:00 UTC+7 | Youtube chi tiết Trận: 36 | Điểm mỗi set: 20-12, 22-23, 28-10, 15-22                                                   |       |                                                                              |  | Nhà thi đấu Hồ Xuân Hương, Thành phố Hồ Chí Minh |
| 25 tháng 10 19:00 UTC+7 | Youtube chi tiết Trận: 36 | Điểm: Bilal Richardson 22 Chụp bóng bật bảng: Bilal Richardson 16 Hỗ trợ: Triệu Hán Minh 7 |       | Điểm: Sang Đinh 11 Chụp bóng bật bảng: Sang Đinh 6 Hỗ trợ: Huỳnh Thanh Tâm 4 |  | Nhà thi đấu Hồ Xuân Hương, Thành phố Hồ Chí Minh |

| 26 tháng 10 19:00 UTC+7 | Youtube chi tiết Trận: 37 | Danang Dragons                                                                      | 72–82 | Thang Long Warriors                                                         |  | Nhà thi đấu Quân Khu 5, Đà Nẵng |
| 26 tháng 10 19:00 UTC+7 | Youtube chi tiết Trận: 37 | Điểm mỗi set: 13-20, 17-19, 16-33, 26-10                                            |       |                                                                             |  | Nhà thi đấu Quân Khu 5, Đà Nẵng |
| 26 tháng 10 19:00 UTC+7 | Youtube chi tiết Trận: 37 | Điểm: Joly Rudolphe 20 Chụp bóng bật bảng: Trần Đăng Khoa 9 Hỗ trợ: joly Rudolphe 5 |       | Điểm: Jaywuan Hill 20 Chụp bóng bật bảng: Jaywuan Hill 15 Hỗ trợ: Ryan Lê 9 |  | Nhà thi đấu Quân Khu 5, Đà Nẵng |

| 26 tháng 10 19:00 UTC+7 | Youtube chi tiết Trận: 38 | Cantho Catfish                                                                            | 80–85 (OV) | Saigon Heat                                                                    | 9-14 | Nhà thi đấu Hồ Xuân Hương, Thành phố Hồ Chí Minh |
| 26 tháng 10 19:00 UTC+7 | Youtube chi tiết Trận: 38 | Điểm mỗi set: 16-14, 14-15, 17-26, 24-16                                                  |            |                                                                                | 9-14 | Nhà thi đấu Hồ Xuân Hương, Thành phố Hồ Chí Minh |
| 26 tháng 10 19:00 UTC+7 | Youtube chi tiết Trận: 38 | Điểm: Sang Đinh 26 Chụp bóng bật bảng: De Angelo Hamilton 20 Hỗ trợ: De Angelo Hamilton 6 |            | Điểm: Việt Arnold 43 Chụp bóng bật bảng: Darius Lewis 23 Hỗ trợ: Việt Arnold 4 | 9-14 | Nhà thi đấu Hồ Xuân Hương, Thành phố Hồ Chí Minh |

| 21 tháng 9 19:00 UTC+7 | Youtube Chi tiết Trận: 39 | Hanoi Buffaloes                                                                      | 65–60 | Hochiminh City Wings                                                               |  | Nhà thi đấu Bách Khoa, Hà Nội |
| 21 tháng 9 19:00 UTC+7 | Youtube Chi tiết Trận: 39 | Điểm mỗi set: 10-12, 21-10, 12-23, 22-15                                             |       |                                                                                    |  | Nhà thi đấu Bách Khoa, Hà Nội |
| 21 tháng 9 19:00 UTC+7 | Youtube Chi tiết Trận: 39 | Điểm: Jason Carter 15 Chụp bóng bật bảng: Jason Carter 13 Hỗ trợ: Nguyễn Thành Đạt 2 |       | Điểm: Henry Nguyễn 15 Chụp bóng bật bảng: Bilal Richardson 20 Hỗ trợ: Chong Paul 3 |  | Nhà thi đấu Bách Khoa, Hà Nội |

| 29 tháng 10 17:00 UTC+7 | Youtube Chi tiết Trận: 40 | Saigon Heat                          | –75 | Thang Long Warriors |  | Nhà thi đấu CIS, Thành phố Hồ Chí Minh |
| 29 tháng 10 17:00 UTC+7 | Youtube Chi tiết Trận: 40 | Điểm mỗi set: 13-18, 15-20, 16-20, - |     |                     |  | Nhà thi đấu CIS, Thành phố Hồ Chí Minh |

## Tuần 9
| 31 tháng 10 19:00 UTC+7 | Youtube Chi tiết Trận: 41 | Saigon Heat              | vs. | Thang Long Warriors |  | Nhà thi đấu CIS, Thành phố Hồ Chí Minh |
| 31 tháng 10 19:00 UTC+7 | Youtube Chi tiết Trận: 41 | Điểm mỗi set: -, -, -, - |     |                     |  | Nhà thi đấu CIS, Thành phố Hồ Chí Minh |